# Othello (film 1908 Larsen)
Othello è un cortometraggio muto del 1908 diretto da Viggo Larsen.

## Produzione
Il film fu prodotto dalla Nordisk Film.

## Distribuzione
In Danimarca, il film fu presentato in prima al Kinografen il 18 giugno 1908.
Negli Stati Uniti, il film - un cortometraggio di 88 metri - venne importato e distribuito il 14 novembre dello stesso anno dalla Great Northern Film Company. Nelle proiezioni USA, veniva programmato con il sistema dello split reel, accorpato in un'unica bobina con un altro cortometraggio della Nordinsk, Blind.